# Henrik Sørensen
Henrik Sørensen (12 février 1882 - 24 février 1962) est un peintre norvégien.

## Biographie
Sørensen est né à Fryksände, en Suède, de Severin Sørensen et Helene Høibraaten. Il a épousé Gudrun Klewe et est le père du physicien Sven Oluf Sørensen. Il était le beau-frère du compositeur Halfdan Cleve.
Sørensen étudie le dessin à l'Académie nationale norvégienne de l'artisanat et de l'industrie artistique de Kristiania en 1904 et de 1906 à 1908. Il étudie avec Kristian Zahrtmann à Copenhague de 1904 à 1905, et se passionne pour les impressionnistes français lorsqu'il étudie à l'Académie Colarossi à Paris à l'automne 1905. Il étudie la peinture avec Henri Matisse à Paris de 1908 à 1910. Le tableau Svartbækken de 1908 marque sa percée. Son tableau Variétéartist de 1910 a fait les gros titres et a été acheté par le peintre et collectionneur d'art suédois, le prince Eugén, duc de Närke. Il est représenté à la Galerie nationale avec plusieurs tableaux, ainsi que dans d'autres musées scandinaves, et a décoré un grand mur de l'hôtel de ville d'Oslo. En 1939, le gouvernement norvégien a fait don à la Société des Nations de son tableau mural emblématique Le rêve de paix, qui se trouve aujourd'hui à la bibliothèque de l'Office des Nations unies à Genève.
Il a illustré des livres de Jørgen Moe, Bjørnstjerne Bjørnson, Ragnhild Jølsen et Aasmund Olavsson Vinje, et a peint des portraits des écrivains Ingeborg Refling-Hagen (1932) et Sigurd Christiansen (1936). Son tableau Jødene (Israels folk) date de 1943. Une peinture de Sørensen a été utilisée sur les billets de 10 couronnes norvégiennes de 1954 à 1973. Il a peint les retables de la cathédrale de Linköping et de la cathédrale de Hamar.
Pendant la Seconde Guerre mondiale, il est détenu au camp de concentration de Grini pendant une semaine, en janvier-février 1945. Il est membre de l'Association norvégienne pour les droits de la femme.